# شهاب تشکری آرانی
شهاب تشکری آرانی، شاعر و نویسنده معاصر، استاد ادبیات فارسی و مسلط به زبان عربی می‌باشد و اولین شاعری است که قرآن، نهج‌البلاغه و صحیفه سجادیه را به نظم سروده است. او در شعرهایش به شهاب تخلص می‌کند.

## زندگی
شهاب تشکری آرانی فرزند میرزا محمد در اردیبهشت سال ۱۳۲۲ خورشیدی در شهر آران و بیدگل به دنیا آمد.
پدر او تنها فرزند پسر علی‌اکبر پسر آقاباقر بود که وی (آقاباقر)، از راوند به آران و بیدگل مهاجرت کرده بود و برای فرزندش، دختر باسوادی از راوند به نام ماهرخ انتخاب کرده بود. این دختر از خانواده‌ای بود که بعدها به جلودارزاده شهرت یافت و از راوند به ری و تهران کوچ کردند و خانم سهیلا جلودارزاده از این خانواده بوده است.
محترم خانم مادر شهاب نیز، تنها دختر خانواده‌اش بود. پدرش ملامحمد جاسبی (نورالوری)، مدفون در داران بود. مادربزرگ مادری
او دختر ملا محمدجعفر بحرینی آرانی است که در آرامگاه محمد هلال بن علی مدفون است. او نوه ملاغلامرضا آرانی است که در فقه و اصول و کلام، صاحب تالیفات بسیاری می‌باشد و نسخ خطی کتابهایش در کتابخانه های ایران موجود است.
همسر ایشان خانم زهرا خندان برزکی (معلم بازنشسته ابتدایی در شهرهای آران و بیدگل، کاشان و تهران) است و دارای سه فرزند پسر می‌باشند.

## تحصیلات
وی تحصیلات ابتدایی و دوره اول متوسطه را در دبستان و دبیرستان نظام وفا به پایان برد و به دانشسرای مقدماتی کاشان راه یافت. در سال ۱۳۴۰ به استخدام آموزش و پرورش درآمد و ضمن تدریس در روستای(شهر) ابوزیدآباد به تحصیل پرداخت و موفق به اخذ دیپلم ریاضی و ادبی گردید.
در سال ۱۳۴۹ از دانشگاه تهران مدرک حقوق قضایی (وکالت) دریافت داشت ولی با توجه به علاقه وافرش به علم ریاضی و معلمی تحصیلات خود را در زمینه ریاضی ادامه داد و از سال ۱۳۴۸ تا ۱۳۶۵ در دبیرستان های ابوریحان و مدرس و فلسفی تهران ریاضیات و نظریه اعداد تدریس می‌کرد.
در سال ۱۳۶۵ به آران و بیدگل بازگشت و در آنجا به تدریس ریاضیات، ادبیات فارسی و عربی پرداخت.
وی در شعر پیرو سبک هندی است و به صایب تبریزی و کلیم کاشانی عشق می‌ورزد. همچنین در ساخت ماده تاریخ توانایی کامل دارد.

## آثار و خدمات فرهنگی
- ترجمه منظوم قرآن کریم[۸]

این اثر بر اساس بسامد توازن و هنجارگریزی لیچ (Geoffrey Leech) توسط محمدرضا کلانتری بررسی شده است.
- ترجمه منظوم نهج البلاغه[۱۰]
- ترجمه منظوم صحیفه سجادیه[۱۱]
- نمک کویر، مجموعه اشعار، سال نشر: ۱۳۵۸ خورشیدی
- نسیم عاطفه، شامل غزل و قصیده، سال نشر: ۱۳۷۶ خورشیدی
- صد بوستان شقایق، شعر مذهبی[۱۲]
- شعر اعجازیه در رحلت امام خمینی، شعری است با ۱۶ بیت به مناسبت وفات امام خمینی که معادل ابجد تمام مصراعهای اول آن تاریخ شمسی و مصراعهای دوم تاریخ قمری می‌باشد.[۱۳][۱۴]
- مروری نو بر استنتاج در منطق، در زمینه منطق
- همسفر آفتاب[۱۵]
- منظومه تاریخ عاشورا، شرح وقایع تاریخی پس از مرگ معاویه تا کشته شدن آخرین بازمانده واقعه عاشورا به نظم[۱۶]

وی از اعضای هیئت مؤسس انجمن ادبی صبا و انجمن قلم ایران
نیز بوده است و شهرداری کاشان کوچه محل زندگی وی را به نام کوچه استاد شهاب تشکری نام‌گذاری نموده است.

## یادکرد کتاب
- تشکری آرانی، شهاب (۱۳۸۳). قرآن منظوم. اسوه. شابک ۹۶۴-۹۴۸۹۴-۸-۷.
- تشکری آرانی، شهاب (۱۳۸۸). ترجمه منظوم صحیفه سجادیه. اسوه. شابک ۹۷۸-۹۶۴-۵۴۲-۱۳۹-۵.
- تشکری آرانی، شهاب (۱۳۹۰). نهج البلاغه منظوم. سازمان حج اوقاف و امور خیریه، اسوه. شابک ۹۷۸-۹۶۴-۵۴۲۰-۵۰-۳.